# Wanda Capodaglio
Wanda Capodaglio (Asti, 1er janvier 1889 - Castelfranco di Sopra, 30 août 1980)  est une actrice italienne. Elle est apparue dans de 30 films entre 1914 et 1970.

## Filmographie partielle
- 1915 : La Marche nuptiale  de Carmine Gallone
- 1939 : Piccolo hotel de Piero Ballerini
- 1942 : Gelosia de Ferdinando Maria Poggioli
- 1942 : La regina di Navarra de Carmine Gallone
- 1950 : La Porteuse de pain de Maurice Cloche
- 1952 : La donna che inventò l'amore (it) de Ferruccio Cerio
- 1954 : La Chronique des Pauvres Amants de Carlo Lizzani
- 1969 : Toh, è morta la nonna! de Mario Monicelli